# Breutelia anacolioides
Breutelia anacolioides är en bladmossart som beskrevs av Theodor Carl(Karl) Julius Herzog 1916. Breutelia anacolioides ingår i släktet Breutelia, och familjen Bartramiaceae. Inga underarter finns listade i Catalogue of Life.